# 莫里森山
66°48′S 51°27′E / 66.800°S 51.450°E
莫里森山是南極洲的山峰，位於恩德比地，屬於圖拉山脈的一部分，處於貝斯特山東北面2.8公里，該山峰在1956年由澳大利亞的探險隊被發現。